# Saint-Mathieu-de-Belœil
Pour les articles homonymes, voir Saint-Mathieu et Belœil.
Saint-Mathieu-de-Belœil est une municipalité dans la municipalité régionale de comté de La Vallée-du-Richelieu au Québec (Canada), située dans la région administrative de la Montérégie.

## Toponymie
Elle est nommée en l'honneur de l'apôtre Mathieu.

## Géographie
L'autoroute 20 traverse le sud de la municipalité d'est en ouest.
L'aéroport Gilles-Beaudet(d) (CSB3) est situé au sud de la 20.

## Démographie
| 1991  | 1996  | 2001  | 2006  | 2011  | 2016  | 2021  |
| ----- | ----- | ----- | ----- | ----- | ----- | ----- |
| 1 947 | 2 143 | 2 236 | 2 288 | 2 624 | 2 619 | 2 952 |

## Administration
Les élections municipales se font en bloc et suivant un découpage de six districts.
| Saint-Mathieu-de-Belœil Maires depuis 2001                                                                           |                  |         |          |
| Élection | Maire            | Qualité | Résultat |
| 2001 | Gilles Beaudet   |         | Voir     |
| 2005 | Jean Paquette    |         | Voir     |
| 2009 | Michel Aubin     |         | Voir     |
| 2013 | Michel Aubin     | Voir    |          |
| 2017 | Normand Teasdale |         | Voir     |
| 2021 | Normand Teasdale | Voir    |          |
| Élection partielle en italique Depuis 2005, les élections sont simultanées dans toutes les municipalités québécoises |                  |         |          |

## Attraits
- Boisé du Fer-à-cheval